# Gianni di Parigi
Gianni di Parigi és un melodrama (òpera lírica) en dos actes de Gaetano Donizetti sobre llibret de Felice Romani, emprat anteriorment per Francesco Morlacchi per una òpera del mateix títol de 1818. L'argument està basat en l'òpera Jean de Paris de François-Adrien Boïeldieu (1812) sobre llibret de Claude Godard d'Aucourt de Saint-Just. L'estrena va tenir lloc el 10 de setembre de 1839 al teatre La Scala de Milà.

## Context
Segons Charles Osborne, la investigació del musicòleg suec Anders Wiklund suggereix que Donizetti podria haver començat a compondre la música per a l'òpera entre 1828 i 1830 per a una representació projectada a Nàpols que no es va produir. Donizetti va completar sens dubte la partitura el 1831, pensada pel popular tenor Giovanni Battista Rubini, que havia estrenat el paper de Percy a l'Anna Bolena de Donizetti el 26 de desembre de 1830, i a qui Donizetti va enviar la nova partitura, ja completa, el 1831. Pel que sembla, Rubini no es va fer càrrec de d'òpera, que d'alguna manera va ser adquirida per Bartolomeo Merelli, el qual es va convertir en empresari de La Scala en 1836 i, malgrat les protestes de Donizetti, l'òpera no es va representar fins al 1839.
Tanmateix, Jeremy Commons assenyala que Wiklund va descobrir que en la partitura autògrafa de Donizetti, que es troba al Conservatori de Música de Nàpols, l'obertura data clarament de l'any 1828. S'ha dit que l'estil de l'òpera s'adapta millor a les òperes florides de la dècada de 1820, com Gianni di Calais, que a les òperes més romàntiques de l'any 1830 com L´elisir d'amore, i Wiklund suggereix que certs elements napolitans de l'òpera indiquen que va ser composta a Nàpols, on Donizetti va passar molt de temps en la dècada de 1820. Una altra partitura de 1832, amb algunes revisions del compositor (inclosa l'omissió dels elements napolitans), es troba a l'arxiu Casa Ricordi de Milà. Aquesta pot ser la partitura que Donizetti va enviar a Rubini, qui presumiblement la va passar a Giovanni Ricordi i aquest a Merelli.

## Història de les representacions
Després de l'estrena van seguir representacions el 1846 al Teatre San Carlo de Nàpols, però després no va ser representada fins al 1988, una representació a Bèrgam dirigida per Carlo Felice Cillario amb Luciana Serra i Angelo Romero.
Posteriorment es va muntar una nova producció, l'any 2010 al Festival de la Vall d'Itria a la població Martina Franca, que es va tornar a represetnar al Wexford Festival Opera a l'octubre de 2011.

## Personatges i intèrprets
| Paper                                        | Tessitura     | Estrena, 10 de setembre de 1839 (Director: -) |
| -------------------------------------------- | ------------- | --------------------------------------------- |
| Princesa de Navarra                          | soprano       | Antonietta Marini-Rainieri                    |
| El senescal                                  | baix          | Ignazio Marini                                |
| Gianni de París                              | tenor         | Lorenzo Salvi                                 |
| Pedrigo                                      | baix          | Agostino Rovere                               |
| Lorezza, la seva filla                       | mitja-soprano | Marietta Sacchi                               |
| Oliviero, un patge                           | contralto     | Felicita Baillou-Hillaret                     |
| Seguici de la princesa i de Gianni, cambrers |               |                                               |

## Argument
Lloc: Provença
Època: segle XIV
Acte I: La princesa de Navarra està en camí a França, on romandrà en la coneguda posada de Pedrigo abans de casar-se amb el fill del rei Felip de Valois. En arribar, descobreix que tot el que havia reservat ha estat pagat doblement pel ric parisenc Gianni. La princesa, sorprenent a tots, especialment al seu tutor, accepta el fet de bona gana perquè s'adona que Gianni és el seu futur esposo.
Acte II: La princesa i el senescal són convidats per Gianni a sopar al jardí de la posada. Després de fer-ho, la princesa es tanca en la seva cambra, on es reuneix en secret amb Gianni: durant la reunió s'enamoren. Al final de l'òpera Gianni i la princesa marxen cap a París, on es casaran.

## Estructura musical
- Simfonia

### Acte I
- N. 1 - Introducció: Su, sbrighiamoci, spazziamo (Cor, Lorezza, Pedrigo, Oliviero)
- N. 2 - Cor i cavatina de Gianni: Il desinar preparasi - Questo albergo, o locandiere (Cor, Gianni, Pedrigo)
- N. 3 - Tercet del Senescal, Pedrigo i Gianni: Venga ciascun qual fulmine
- N. 4 - Cor i cavatina de la Princesa: All'illustre principessa - Bel piacere è il viaggiar (Cor, Princesa)
- N. 5 - Final Acte I: Ho davvero un bel farmi coraggio (Pedrigo, Lorezza, Senescal, Princesa, Cor, Oliviero, Gianni)

### Acte II
- N. 6 - Duet Pedrigo i el Senescal: Eccellenza... se sapesse...
- N. 7 - Cor i sextet: La Dea della festa si canti e si onori - Sì, mio ben, tu mia sarai (Cor, Gianni, Princesa, Senescal, Pedrigo, Oliviero, Lorezza)
- N. 8 - Duet Gianni i la Princesa: Questo mortal beato
- N. 9 - Cor i ària final de la Princesa: Si canti il piacer - Fausto sempre splenda il sole (Cor, Princesa, Gianni, Pedrigo, Senescal, Lorezza, Oliviero)

## Discografia parcial
| Any  | Princesa de Navarra, Senescal, Gianni di Parigi, Pedrigo          | Director, Teatre i Orquestra | Segell                              |
| ---- | ----------------------------------------------------------------- | --- | ----------------------------------- |
| 1988 | Luciana Serra, Angelo Romero, Giuseppe Morino, Enrico Fissore     | Carlo Cillario, Orquestra Simfònica de la Ràdio Italiana i Cors (enregistrat al Festival Donizetti de Bèrgam els dies 18, 20, 22 i 25 de setembre) | Audio CD: Nuova Era, Cat: 6752-6753 |
| 2010 | Ekaterina Lekhina, Roberto de Candia, Edgardo Rocha, Andrea Porta | Giacomo Sagripanti, Orquestra i Cor Eslovac de Bratislava                                                                                          | DVD: Bongiovanni, Cat: AB 20025     |